# Дони-Михоляц
 До́ни-Ми́холяц  (хорв.  Donji Miholjac ) — город в Хорватии, в Осиецко-Бараньской жупании. Население — 6 680 чел. (2001).

## Общие сведения

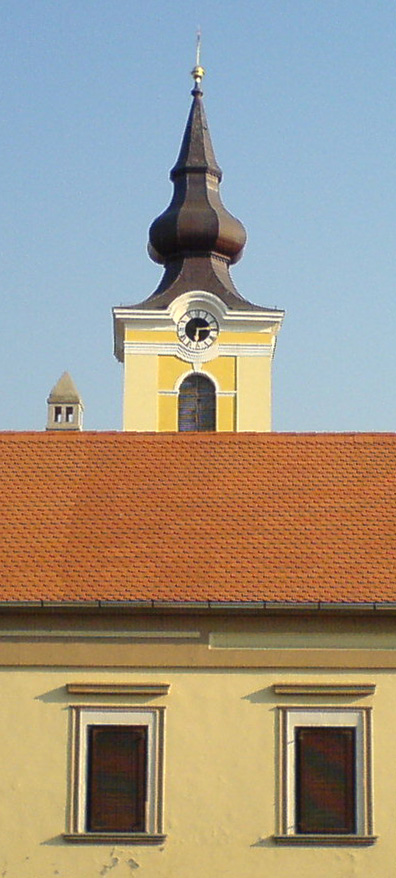
Церковь св. Михаила

Дони-Михоляц находится на востоке страны, в долине Дравы, в 4 километрах от самой реки, по которой здесь проходит граница с Венгрией. В 25 километрах к юго-востоку находится город Валпово, в 30 километрах к югу — город Нашице, в 40 километрах к западу — Слатина, в 50 километрах к юго-востоку — столица провинции Осиек. В 40 километрах к северу расположен венгерский город Печ.
Дони-Михоляц соединён с Осиеком, Нашице, Слатиной и Печем автомобильными дорогами.
Во времена Римской империи на месте города располагалось поселение Мариниана. В XV веке здесь была построена церковь св. Михаила, давшая имя городу. Церковь была разрушена во время турецкого нашествия, однако после освобождения долины Дравы от турок восстановлена в 1797 в стиле барокко.
Основные занятия населения — сельское хозяйство, рыбная ловля и рыбопереработка, пищевая промышленность, производство изделий из пластмассы.
Основная туристическая привлекательность города связана с охотой в близлежащих лесах и рыбалкой на прудах, лежащих между городом и Дравой и на самой Драве.

## Достопримечательности

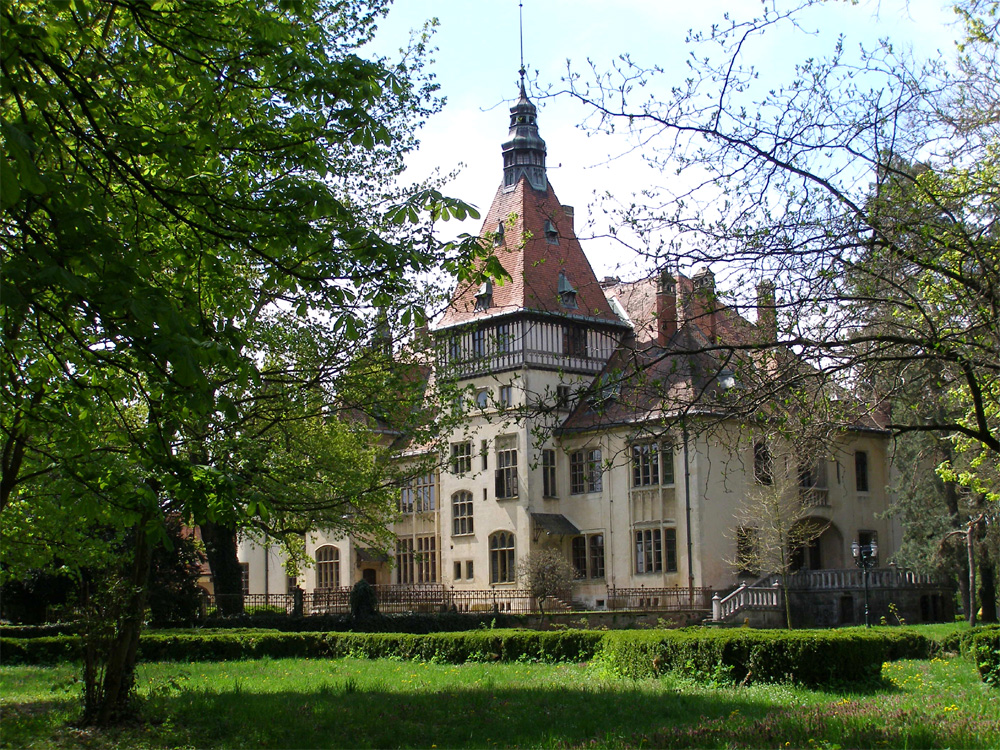
Дворец

- Церковь св. Михаила. Построена в 1797 году.
- Дворец графов Майлат. Один из красивейших дворцов Славонии. Построен в начале XIX века. Вокруг дворца разбит красивый парк.

## Известные уроженцы
- Адольф Мошинский — мэр Загреба в 1892—1904 годах.